# Liste der Naturdenkmale in Hadamar
Die Liste der Naturdenkmale in Hadamar nennt die im Gebiet der Stadt Hadamar im Landkreis Limburg-Weilburg in Hessen gelegenen Naturdenkmale.
| Bild                          | Bezeichnung  | Ortsteil, Lage                                              | Beschreibung                                        | Art          | Nr.     |
| ----------------------------- | ------------ | ----------------------------------------------------------- | --------------------------------------------------- | ------------ | ------- |
| BW                            | Eiche        | Freiherr-vom-Stein-Straße 50° 26′ 36,4″ N, 8° 1′ 48,5″ O    | Alte Eiche, genannt „Dick Eich“, ca. 425 Jahre alt. | Eiche        | 3533019 |
| mehr Fotos \| Fotos hochladen | Rosskastanie | Steinerne Brücke 50° 26′ 54,7″ N, 8° 2′ 40″ O               |                                                     | Rosskastanie | 3533020 |
| BW                            | 2 Linden     | Lindenhof, Hohe Holz Kapelle 50° 27′ 14,1″ N, 8° 1′ 58,5″ O | Kapelle oberhalb Hadamar                            | Linde        | 3533021 |

## Belege
1. ↑  
Liste der Naturdenkmale im Landkreis Limburg-Weilburg. (PDF; 33 kB) In: www.landkreis-limburg-weilburg.de. Landkreis Limburg-Weilburg, März 2018, abgerufen am 10. Juni 2022.
2. ↑  RWW 1: Hadamar/Niederhadamar, abgerufen am 14. April 2023.

- Karte mit allen Koordinaten:
- OSM |
- WikiMap